# Cnemaspis siamensis
Cnemaspis siamensis är en ödleart som beskrevs av  Smith 1925. Cnemaspis siamensis ingår i släktet Cnemaspis och familjen geckoödlor. Inga underarter finns listade i Catalogue of Life.